# Boulette de viande

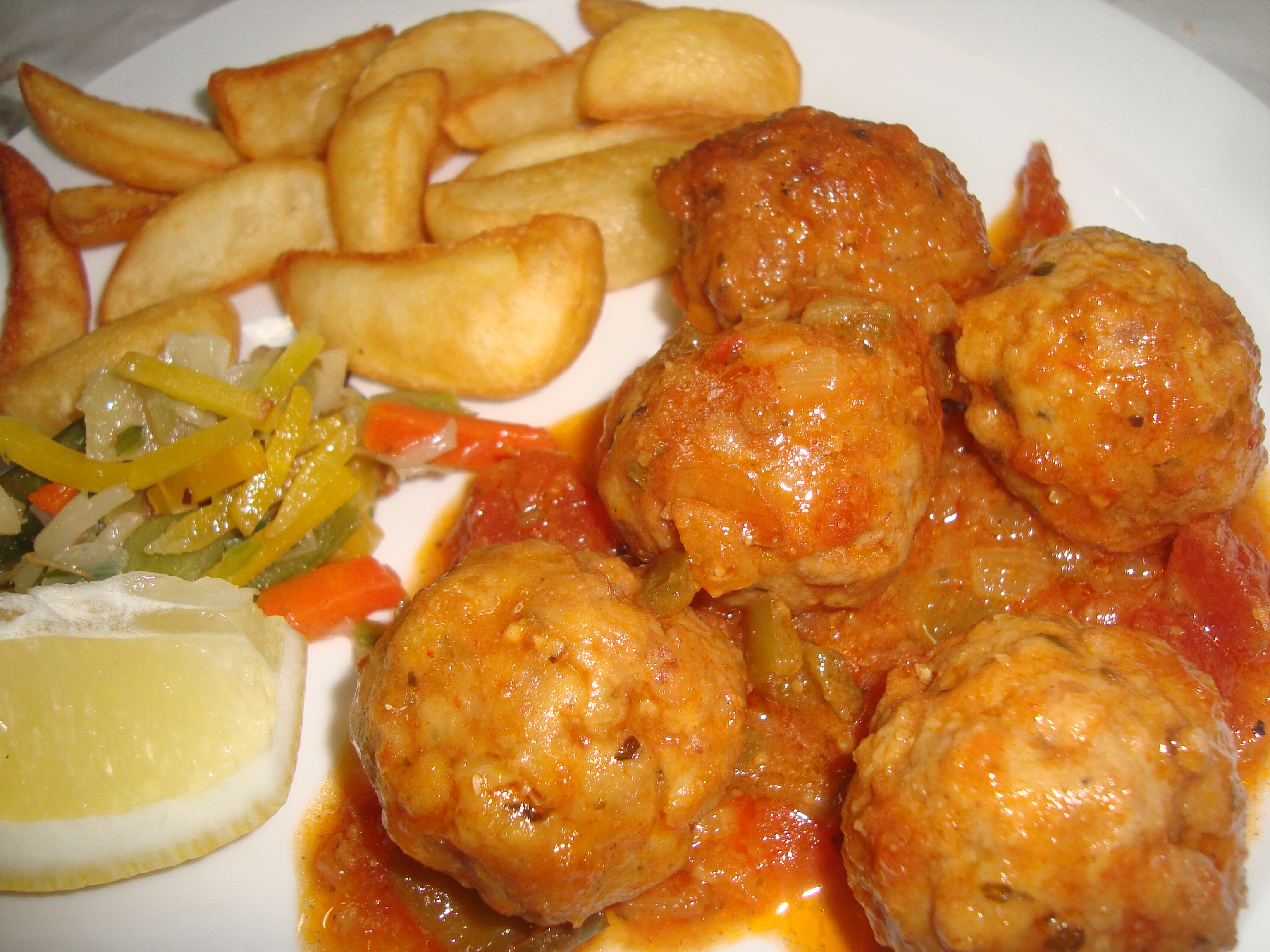
Assiette de boulettes de viande (Espagne).

Les boulettes de viande sont une manière de préparer la viande en boulettes, qui se rencontre partout dans le monde.
Elles sont préparées le plus couramment à partir de bœuf ou de porc, mais d'autres viandes sont également utilisées, tout comme des légumes ou du poisson. On y ajoute généralement des épices et des herbes mélangées à des jaunes d'œufs, de la farine et de la chapelure. Une fois la pâte préparée, on prélève progressivement de petites portions qui, écrasées et travaillées à la main, atteignent la forme arrondie caractéristique. Elles peuvent être mijotées, cuites au four ou frites.

## Histoire
Les boulettes de viandes existent depuis des temps immémoriels, et ce, dans toutes les cultures. Parmi les recettes les plus anciennes connues, on peut citer les boulettes servies lors d'un banquet organisé pour le roi Assurnasirpal II au IXe siècle av. J.-C., dans la ville de kalkhu. Durant l'Antiquité, on retrouve des recettes écrites autant en Asie, qu'en Europe, dans les zones d'influence grécque, perse ou chinoise.  
Au Moyen Age, on retrouve des recettes dans le monde arabe, et en France, dans le Viandier de Taillevent,.

## Europe

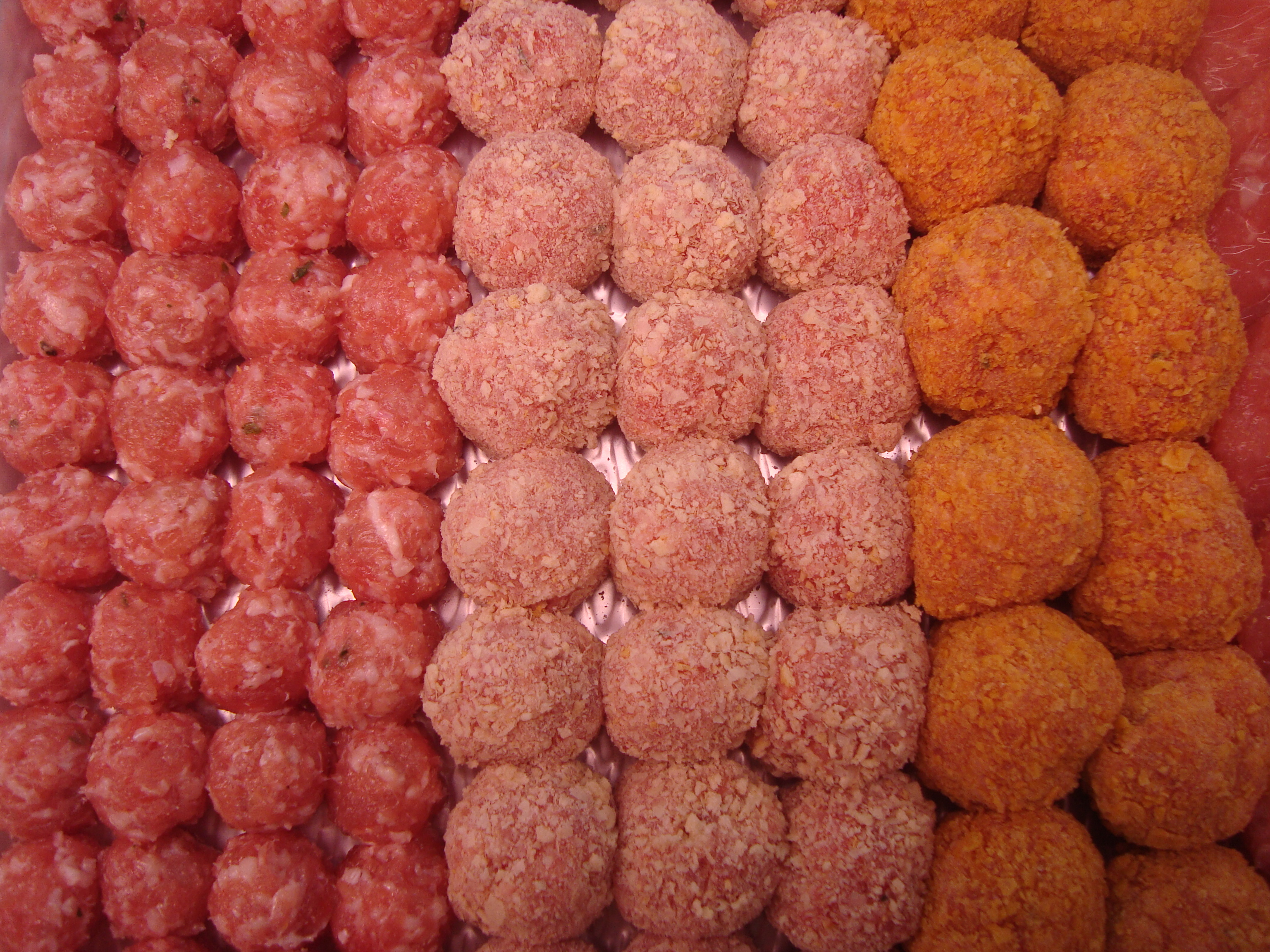
Boulettes de viande crues de la boucherie (Espagne).

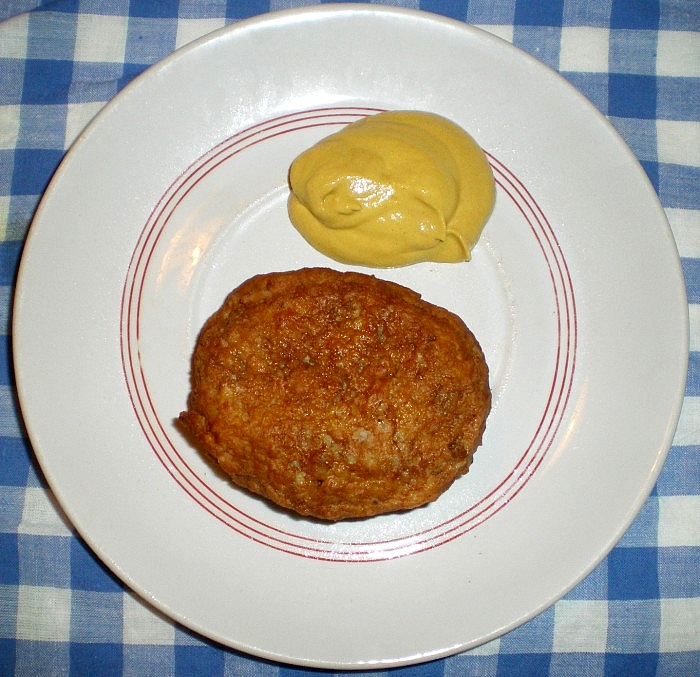
Une fricadelle à la moutarde.

- Les köttbullar suédoises, les lihapulla finlandaises, kjøttkake norvégiennes, sont composées de bœuf et de porc et sont cuites au four.
- Les frikadeller danoises, connues aussi en Allemagne (Frikadelle, Bulette, Boulette ou Fleischpflanzerl), en Belgique (fricadelle ou fricandelle lorsqu'elles sont allongées, mais aussi boulettes, boulets ou vitoulets, qui sont ronds, parfois frits) et aux Pays-Bas, sont des boulettes de viande frites.
- Les boulettes françaises, ou boulets dans le nord de la France sont faites principalement à base de boeuf, de veau ou de poisson. Certaines recettes incluent de la chair à saucisse. On y mélange de la chapelure, de l'oeuf et des herbes aromatiques pour donner la texture finale[4]. Le terme quenelle s'utilise aussi pour désigner des boulettes de viandes, comme les quenelles de godiveau (au veau) ou les quenelles de moelle servies généralement dans un consommé[5].
- En Belgique, à Liège, on propose les boulets à la liégeoise[6]. Ils peuvent aussi être servis avec de la sauce tomate ou de la sauce lapin (généralement aux pruneaux[7]).
- Les Néerlandais connaissent également les gehaktbal, frites à la poêle ou les bitterballen.
- En Alsace, les boulettes de viande sont connues sous le nom de Fleischkiechele. Elles sont composées de bœuf, de porc, d'oignons, de lardons, d'œufs et de mie de pain. Elles sont servies nature ou avec une sauce à la crème.
- Dans le Languedoc, elles sont faites à base de boeuf et de chaîr à saucisse, ou de veau et font partie du plat ragoût d'escoubilles[8].
- En Roumanie, les chiftele sont des boulettes ou des galettes de viande de porc hachée, mélangées avec des légumes, généralement des carottes, des oignons, des pommes de terre, du riz et des épices.
- En Hongrie, le fasírt est une boulette de viande (bœuf, porc ou poulet) mélangée à de l'œuf, de l'ail, du zsemle et du paprika.
- Les Italiens connaissent les polpette, frites à la poêle ou en sauce. Elles sont composées de bœuf, de panure et d'œufs.
- Dans les Pays catalans, les mandonguilles, ou boles de picolat en Catalogne nord (Roussillon), sont des boules de viande (suivant les recettes, chair à saucisse, porc, bœuf, veau hachés) incorporant dans leur préparation, suivant les territoires, œufs, haricots blancs, farine, pain sec, pommes de terre, cèpes séchés, oignon, ail, olives vertes, carotte et tomate, sans oublier le persil, l'huile d'olive, le sel et le poivre.
- Dans les pays de l'Est, les kotleta (en russe : котлета) sont très populaires. Il s'agit de boulettes de viande hachée (il existe aussi des variantes à la chair de poisson), mélangée à du pain de mie, de l'œuf, des oignons, et autres aromates, cuites à la poêle.
- En Espagne, il existe les albóndigas[9], boulettes légèrement frites et cuites dans une sauce.

## Afrique
- En Afrique du Sud, le frikkadel désigne un plat traditionnel afrikaner comprenant des boulettes de viande généralement cuites au four, mais parfois frites, préparées avec de l'oignon, du pain, des œufs, du vinaigre et des épices[10].

## Asie
- La cuisine chinoise propose différentes variantes, selon les régions. Les têtes de lion[11],[12] du Jiangsu sont des grandes boulettes (10 cm) de porc mélangé avec des légumes. Les boulettes de bœuf sont répandues dans le sud du pays.
- En Indonésie et en Malaisie, les boulettes de viande s'appellent bakso et sont généralement servies dans un bol avec de la soupe, des nouilles, du tofu, des œufs, des beignets de viandes cuits à la vapeur ou du wonton croustillant. Elles ont une texture consistante et sont épicées. On y trouve aussi les perkedel qui peuvent être à base de maïs ou de poisson.

## Moyen-Orient
- Les köfte turcs prennent eux aussi différentes formes et compositions selon les régions (y compris le sulu köfte).

## Références

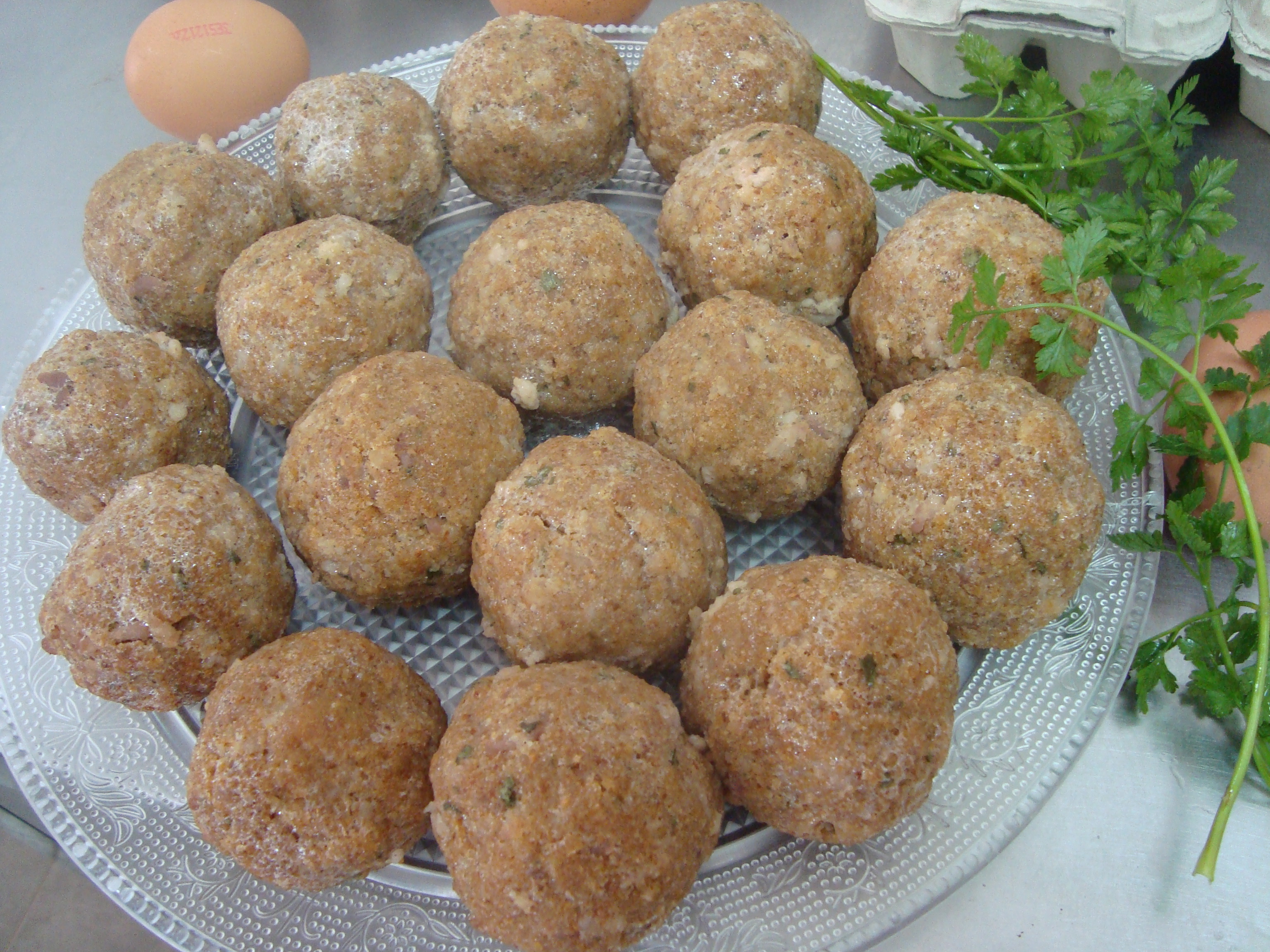
Boules de carnaval de viande hachée et frite, chapelure, œufs, persil et cannelle (Castellón, Espagne).